# پآنیا
شهر پآنیا در استان آتیک در کشور یونان واقع شده است که دارای جمعیت ۱۵٬۰۱۲  نفر می‌باشد.